# Nisa (Portugalia)
Nisa – miejscowość w Portugalii, leżąca w dystrykcie Portalegre, w regionie Alentejo w podregionie Alto Alentejo. Miejscowość jest siedzibą gminy o tej samej nazwie.

## Sołectwa
Sołectwa gminy Nisa (ludność wg stanu na 2011 r.)
- Alpalhão - 1238 osób
- Arez e Amieira do Tejo - 497 osób
- Espírito Santo, Nossa Senhora da Graça e São Simão - 3569 osób
- Montalvão - 442 osoby
- Santana - 404 osoby
- São Matias - 289 osób
- Tolosa - 1011 osób

## Miasta partnerskie
- Azay-le-Rideau